# Hibiscadelphus woodii
Hibiscadelphus woodii är en malvaväxtart som beskrevs av D.H. Lorence och W.L. Wagner. Hibiscadelphus woodii ingår i släktet Hibiscadelphus och familjen malvaväxter. IUCN kategoriserar arten globalt som akut hotad. Inga underarter finns listade i Catalogue of Life.